# Gate of the Orient
Gate of the Orient або Gate to the East — хмарочос в місті Сучжоу, КНР. 68-поверховий хмарочос має 301.8 метрів заввишки. Будівництво було розпочато в 2004 і завершено в 2014 році. Особливістю цього хмарочосу є П-подібна форма (форма воріт).
Є найвищим хмарочосом Сучжоу і одним з найпізнаваніших хмарочосів у світі.